# Tundrska nenščina
Tundrska nenščina je uralski jezik, ki se ga govori na severu evropske Rusije in severozahodni Sibiriji. Je najbolj razširjen in najbolj ohranjen jezik samojedske jezikovne družine.:1–2 Tundrska nenščina je tesno sorodna nganaščini in enščini, njej bolj oddaljen sorodni jezik pa je tudi selkupščina. Tundrska nenščina in njej sorodna gozdna nenščina sta včasih obravnavani kot narečji skupne nenščine, vendar sta jezika le malo medsebojno izmenljiva. Govorno območje tundrske nenščine se širi, jezik pa ima le male narečne razlike.:13
Tundrsko nenščino se govori v Nenškem okrožju Arhangelske oblasti, delih Komija, Jamalo-Nenškem avtonomnem okrožju in v Ust-Jenisejskem okrožju Krasnojarskega kraja. Govorno območje se je v zadnjem tisočletju povečalo zaradi selitev tundrskih Nencev proti vzhodu na ozemlje Encev.:3
Po podatkih popisa iz leta 2010 je v Rusiji takrat živelo 44.640 Nencev, od tega jih je 49 odstotkov govorilo nenščino. Nenci so sicer številno rasli, jezik pa se uporablja vse manj, saj se otroci izobražujejo v šolah z ruskim učnim jezikom, na poselitveno območje Nencov pa so se pričela priseljevati tudi druga ljudstva.:5–6 Jezik je uvrščen v kategorijo 6b (ogrožen), kar pomeni, da ga še vedno govorijo vse starostne generacije, vendar se število govorcev zmanjšuje.
Tundrsko nenščino govorci govorijo predvsem v domačih družinskih krogih ter pri tradicionalnih opravilih kot sta lov in vzreja severnih medvedov. Jezik znotraj Ruske federaciji nima uradnega statusa. Sredi tridesetih let 20. stoletja je bil na cirilici razvit pravopis, ki se poučuje v lokalnih šolah. Številni govorci tundrske nenščine so pismeni predvsem v ruščini. Navkljub temu obstaja tundrskonenška književnost, na voljo so tudi radijske in televizijske oddaje.:7–8

## Fonologija
Struktura zloga sledi vezavi soglasnik-samoglasnik(-soglasnik). Besede se večinoma začnejo s soglasnikom, razen v zahodnih narečjih jezika, kjer je prišlo do izpustitve glasu /ŋ/. Zlogi s soglasniškimi grozdi ali več kot dvema soglasnikoma ne obstajajo.
Tundrska nenščina pozna 26 soglasniških fonemov. Ustnični in koronalni soglasniki razen polsamoglasnikov /w/ in /j/ imajo enostavne in palatalizirane ustreznike.